# Medionidus simpsonianus
Medionidus simpsonianus е вид мида от семейство Unionidae. Видът е критично застрашен от изчезване.

## Разпространение
Разпространен е в САЩ (Джорджия и Флорида).